# Manique do Intendente, Vila Nova de São Pedro e Maçussa
Manique do Intendente, Vila Nova de São Pedro e Maçussa (oficialmente: União das Freguesias de Manique do Intendente, Vila Nova de São Pedro e Maçussa) é uma freguesia portuguesa do município de Azambuja, com 57,81 km² de área e 2003 habitantes (censo de 2021). A sua densidade populacional é 34,6 hab./km².

## História
Foi constituída em 2013, no âmbito de uma reforma administrativa nacional, pela agregação das antigas freguesias de Manique do Intendente, Vila Nova de São Pedro e Maçussa e tem sede em Manique do Intendente.

## Demografia
A população registada nos censos foi:
| Distribuição da População por Grupos Etários | Distribuição da População por Grupos Etários | Distribuição da População por Grupos Etários | Distribuição da População por Grupos Etários | Distribuição da População por Grupos Etários | Distribuição da População por Grupos Etários |
| -------------------------------------------- | -------------------------------------------- | -------------------------------------------- | -------------------------------------------- | -------------------------------------------- | -------------------------------------------- |
| Antes da agregação                           |                                              |                                              |                                              |                                              |                                              |
| Ano                                          | 0-14 anos                                    | 15-24 anos                                   | 25-64 anos                                   | >= 65 anos                                   | Total                                        |
| 2001                                         | 234                                          | 294                                          | 1327                                         | 768                                          | 2623                                         |
| 2011                                         | 230                                          | 146                                          | 1141                                         | 774                                          | 2291                                         |
| Após a agregação                             |                                              |                                              |                                              |                                              |                                              |
| Ano                                          | 0-14 anos                                    | 15-24 anos                                   | 25-64 anos                                   | >= 65 anos                                   | Total                                        |
| 2021                                         | 188                                          | 158                                          | 911                                          | 746                                          | 2003                                         |